# Megachile albisecta
Megachile albisecta är en biart som först beskrevs av Johann Christoph Friedrich Klug 1817.  Megachile albisecta ingår i släktet tapetserarbin, och familjen buksamlarbin. Inga underarter finns listade.
Arten finns i Sydeuropa, Nordafrika samt angränsande delar av Asien.